# Kirch Mulsow
Kirch Mulsow ist ein Ortsteil der Gemeinde Carinerland im Westen des Landkreises Rostock in Mecklenburg-Vorpommern (Deutschland).

## Geografie

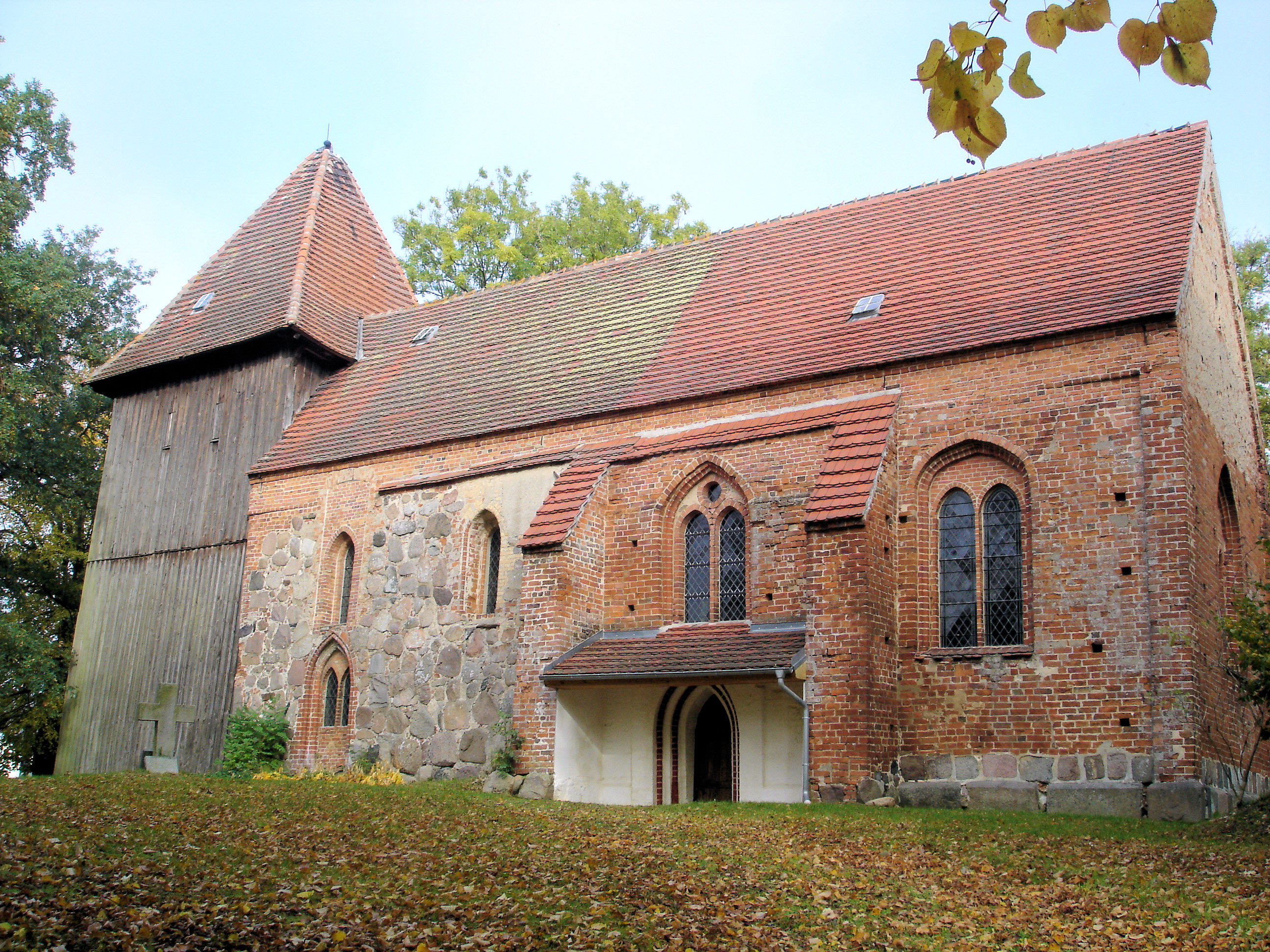
Dorfkirche in Kirch Mulsow

Das Dorf Kirch Mulsow liegt in einem Grundmoränengebiet zwischen Wismar und Bad Doberan, etwa 13 km südöstlich vom Salzhaff. Das Gelände erreicht im Passberg an der Kreisgrenze zum Landkreis Nordwestmecklenburg eine Höhe von 110 m ü. NHN. Sehenswert ist die namensgebende schlichte Dorfkirche, ein gotischer Feld- und Backsteinbau mit Holzturm.
Zu Kirch Mulsow gehören Clausdorf, Garvensdorf und Steinhagen.

## Geschichte
1845 bestand die Ortschaft aus Dorf, Hof und Pfarrkirche, 33 Höfe und 266 Einwohnern. Mitte des 19. Jahrhunderts wurde bei einer Volkszählung unterschieden in Hof Kirch Mulsow mit gesamt 75 Einwohnern und Dorf Kirch Mulsow mit 183 Einwohnern.
1896 gehörten nach dem damaligen Güter-Adressbuch Mecklenburg zur Gemarkung Kirch Mulsow vom Hufenstand 1182 bonitierte Scheffel 1/16. Dies entspricht 237 ha Fläche, Grundherr war die Landesherrschaft, Dominial-Amt Bukow zu Neubukow.
Am 1. Juli 1950 wurde die bisher eigenständige Gemeinde Steinhagen nach Kirch Mulsow eingegliedert. Mit Wirkung zum 26. Mai 2019 wurde Kirch Mulsow in die nordöstlich benachbarte Gemeinde Carinerland eingemeindet. Letzter Bürgermeister war Thomas Jenjahn.

### Ortsteile
ClausdorfPrägend für die Ortschaft war das Rittergut Clausdorf. Dieses gehörte in der Mitte des 18. Jahrhunderts der Familie von Oertzen. Ab 1811 befand sich das Allodialgut im Besitz der Schriftstellerin Maria Sophie Christiane von Plessen, geborene von Fick (1783–1851), und ihres Gatten, Kammerherrn Friedrich Ludwig Carl Ulrich von Plessen (1781–1853). Nach 1822 ließ sich die Kammerherrin im Oertzen’schen Herrenhaus in Bützow nieder und übertrug die Bewirtschaftung des Gutes bis zum Jahr 1840. Ab 1841 ging das Rittergut in den Besitz von Christian Johann Friedrich Reichhoff über. Vor 1900 ist Karl Reichhoff als Clausdorfer Grundbesitzer nachgewiesen. Zuletzt war es allodialer Besitz der Familie von Zeppelin, vertreten durch Friedrich von Zeppelin (1855–1932), verheiratet mit der Domänenratstochter Frieda Mierendorff. Zeppelin war des Weiteren Gutspächter von Tressow bei Schwinckendorf und Rechtsritter im Johanniterorden. Letzte Gutsherrin auf Clausdorf wurde 1932 die Tochter Emma, vermählt mit dem späteren Major Rudolf von Stojentin, der auch das örtliche Gut leitete. Im Ort bestanden Ende der 1920er Jahre der 44 ha Hof der Marion von Bülow sowie der 23 ha Betrieb des Joachim Pahren.
GarvensdorfIm Mittelpunkt der Ortshistorie steht das ehemalige Gut der Familie Reichhoff. Die Tochter von Christian Reichhoff und Henriette Rössner, Christiane (1846–1878), heiratete 1867 den nachmaligen Oberst a. D. Hubert von Platen-Zubzow (1838–1915). Dadurch gelangte der bürgerliche Besitz in die Hände der alten pommerschen Adelsfamilie von Platen. Im Minorat übernahm der jüngste Sohn der Familie, Rittmeister Henning von Platen (1877–1960) Gut Garvensdorf. Er war zuvor auf dem Gymnasium Friderico-Francisceum zu Doberan und trat dann in Tradition des alten Landadels ebenso der alten Kongregation des Ritterlichen Ordens St. Johannis vom Spital zu Jerusalem bei und wurde zum Vorsitzenden des Platen`schen Familienverbandes gewählt und lebte nach der Bodenreform zuletzt in Hamburg. Gut Garvensdorf war freies Eigentum der Familie und nicht fideikommissarisch gebunden. Die Besitzgröße vor der großen Wirtschaftskrise umfasste 330 ha Land.
SteinhagenDas Gut Steinhagen gehörte in jüngerer Zeit der briefadeligen Familie von Liebeherr. Die Familie erhielt einst den rittermäßigen Reichsadelsstand 1731 für die Anerkennung von Leistungen mehrerer Generationen in Alten-Stettin und als Gutsherren in Pommern. Karl Albrecht von Liebeherr wurde gar Generallandschaftsrat, faktisch die höchste Instanz der pommerschen Ritterschaftbanken als Kreditgeber für die Güter und andere land- und forstwirtschaftliche Betriebe unabhängig von Status und Herkunft. Sein Sohn Wilhelm von Liebeherr (1769–1842), großherzoglich mecklenburgischer Distriktoberst war schon Gutsbesitzer auf Steinhagen. Nach genealogischen Quellen des Gothaischen Hofkalenders stiftete die Familie für Steinhagen einen Familienfideikommiss. Liebeherr-Steinhagen war mit Johanne Charlotte Haag verheiratet. Ihr Sohn Theodor von Liebeherr-Steinhagen (1810–1869) hatte als Titulatur inne die Funktionen eines Klosterhauptmanns zu Dobbertin und die eines mecklenburgischen Drostes. Er war standesgemäß mit Ulrike von Levetzow liiert. Als Erbe wurde der Sohn Ulrich von Liebeherr (1856–1938) bestimmt. Damals beinhaltete Gut Steinhagen 392 ha. Der Gutsbesitzer von Liebeherr war vormals aktiver Offizier und verpachtete vor 1928 das Gut an Otto Bugisch. Steinhagen beinhaltete 391 ha. Davon waren 50 ha Waldbesitz.

## Kultur und Sehenswürdigkeiten
Das ehemalige Gutshaus Garvensdorf ist kulturelles Zentrum mit einem kleinen Kino, Musik- und Bildungsveranstaltungen. Es ist aktives Mitglied und Vertretung im Verbund der kulturellen Kinos, Filmkommunikation Landesverband Mecklenburg-Vorpommern. Überregional bekannt ist es auch als Bildungsort und praktische Forschungsstelle für Lehmbautechniken. Jährlich wird ein Filmfest und ein Lehmfest veranstaltet.

## Persönlichkeiten
- Rudolf von Liebeherr, preußischer Generalmajor; in Steinhagen geboren
- Maximilian von Liebeherr, Kurator der Universität Rostock; in Steinhagen geboren; Bruder des Vorherigen
- Dr. phil. Heinrich Peters, geboren 1860 in Garvensdorf, Oberlehrer, Diss. 1884 De recensendis Herodoti historiarum libris; sowie lit. Beiträge zur Heilung der Überlieferung in Quintilians Institutio oratoria[22]

## Sport
Die Herrenmannschaft des Fußballvereins Mulsower SV spielt derzeit in der Landesklasse-Staffel III.